# Erik og Kriss
Erik og Kriss (ibland Erik & Kriss) är en norsk rapgrupp från Hosle i Bærum bestående av Erik Mortvedt och Kristoffer Chaka Bwanausi Tømmerbakke. Duon slog igenom via Internet med låten "Bærumsgrammatikk" år 2004 och vidare med låten "Putt diamanter opp" år 2006. Året därpå släppte de sitt första album, Gull og grønne skoger som följdes upp i januari år 2008 med albumet Verden vil bedras. Karriären utvecklade sig ytterligare i efterkant av sistnämnda album, först med singeln «Dra tilbake» som släpptes i slutet av 2007, och vidare med «Det e'kke meg det er deg» mot mitten av 2008.

## Diskografi
Studioalbum
- 2007 – Gull og grønne skoger
- 2008 – Verden vil bedras
- 2009 – Tabu
- 2010 – Back to Business[5]
- 2013 – Fem
- 2014 – Halvfullt

Singlar
- 2007 – "Dra tilbake"
- 2008 – "Ut mot havet"
- 2008 – "Det e'kke meg det er deg" (med Finn Wang)
- 2008 – "Porno"
- 2009 – "Svigermors drøm"
- 2009 – "Pol til pol" (med Harald Rønneberg)
- 2009 – "Rundt fingern"
- 2009 – "Hverdagshelt"
- 2009 – "Hvor er snøen?"
- 2010 – "Lighter"
- 2011 – "Ølbriller" (med Byz)
- 2011 – "Etter Regnet"
- 2011 – "My City" (med Nik & Jay)
- 2012 – "Frostrøyk"
- 2013 – "Puls"
- 2013 – "Kjør Kjør"
- 2015 – "Ut på gulvet" (med Tokyo Diiva)
- 2015 – "Hvis du vil ha meg"
- 2016 – "Pusterom" (med Katastrofe och Moi)
- 2016 – "Superhelt" (med Serlina)
- 2017 – "Det er alle de små tingene som gjør livet stort"
- 2018 – "Skuffe meg"